# Cosimo Gallotta
Cosimo Gallotta (Oliveto Citra, 25 maggio 1977) è un pallavolista italiano.
Giocava nel ruolo di schiacciatore.
Cresce pallavolisticamente tra Eboli e Battipaglia (Sa)
Dopo gòli inizi nel minivolley ad Eboli (sa), passa le giovanili ad nel Volley Ball Club di Battipaglia (Sa) che militava nel campionato di serie A con allenatore Skiba,  dove si laurea Campione Italiano di U14, viene acquistato e passa nel 1991 al vivaio della Ghirada nella Sisley Treviso, dove completa la sua formazione sportiva ed esordisce a 17 Anni in Serie A nella Sisley dei fenomeni di Montali (Bernardi, Zorzi, Tofoli, Gardini, Passani, Fomin).
Con Montali allenatore vince Campionato Italiano, Supercoppa Italiana, Coppa Campioni, Supercoppa Europea.
Nel 1996 con la nazionale minore, partecipa al campionato europeo, dove si qualifica  vice Campione Europeo U20 e viene premiato come miglior ricevitore di quella edizione 1996.

## Palmarès

### Club
- Supercoppa europea: 1

1994
- Coppa dei Campioni: 1

1994-95
- Campionato italiano: 1

#### 1995-1996
- Coppa Italia A1

1998-1999
- Supercoppa italiana: 2

1999, 2002
Campionato Italiano A2
2001-2002
- Coppa Italia di Serie A2: 1

2001-2002
- Campionato italiano maschile serie B2: 1

2012-2013
- Da allenatore, vittoria del campionato di prima divisione con il Progresso CALICETI Castelmaggiore 2022-2023
- Da allenatore e giocatore, vittoria del campionato di prima divisione  Maschile con ACCA EBOLI (SA) 2024-2025

### Nazionale (competizioni minori)
- Campionato europeo juniores 1996

### Premi individuali
- 1996 - Campionato europeo maschile under 20 di pallavolo: Miglior ricevitore

### Allenatore
- 2024/2025 1 Divisione Maschile, promozione in serie D - Acca Eboli ( Sa)
- 2022/2023 1 Divisione M vittoria e passaggio in D Caliceti CastelMaggiore
- 2023/2024 Serie C Femminile PlayOff Promozione - Anzola Volley
- 2023/2024 Promozione in 1 Divisione Femminile - Anzola Volley